# Капустин, Семён Яковлевич
Капустин Семён Яковлевич (1828—1891) — русский экономист, публицист.

## Биография
Родился в семье начальника отделения Главного управления Западной Сибири Якова Семёновича Капустина, знакомого Ф. М. Достоевского по Омску, который послужил прототипом чиновника И. И. Гвоздикова в «Записках из Мертвого дома».
Семён Яковлевич Капустин обучался в Тобольской гимназии, затем кандидатом юридических наук окончил курс в Казанском университете (1852). Начал службу в Омске при Главном управлении Западной Сибирью; уже 4 декабря 1852 года Капустин стал коллежским секретарём, а 3 февраля 1853 года назначен помощником столоначальника во II отделении Главного управления Западной Сибири.
В 1864 году он приехал в Санкт-Петербург и был назначен комиссаром по народным делам в Царство Польское. В следующем году по состоянию здоровья вышел в отставку. Состоял в тайной революционной организации «Земля и воля». Дочь Ф. А. Юрковского, известная актриса МХАТ М. Ф. Андреева вспоминала, что родители решили в квартиру пустить жильца; «Им оказался Семен Яковлевич Капустин, совершенно необыкновенный человек, имевший огромное влияние на нас, детей, бывший верным другом отца и матери, и пламенным поклонником последней до конца своих дней».
Некоторое время он служил по ведомству государственного контроля и по министерству юстиции; в 1868 году был переведён в министерство внутренних дел и в 1869 году назначен редактором внутреннего отдела в «Правительственном Вестнике»; это место он занимал до 1883 года, когда болезнь заставила его покинуть всякую службу.
Скончался С. Я. Капустин 2 (14) января 1891 года в Петербурге. Похоронен на Смоленском лютеранском кладбище.

## Публикации
С 1869 года по 1883 года Капустин заведовал внутренним отделом «Правительственного вестника». Его публицистическая деятельность была в основном посвящена экономическим вопросам народного быта.